# 共産主義者同盟マルクス・レーニン主義派
共産主義者同盟マルクス・レーニン主義派（きょうさんしゅぎしゃどうめいマルクス・レーニンしゅぎは、略称：ML派）は、共産同系の日本の新左翼党派。
共産同系（共産同または社学同）で、機関紙名または党派名より「ML派」と呼べる党派には以下があるが、当記事では1および2について記載する。
1. 第1次共産同分裂後、1963年に社学同が分裂して結成された「マルクス・レーニン主義者同盟（共産同再建大会実行委員会）」（社学同ML派、機関誌『マルクス・レーニン主義』）[1]。
2. 上記の社学同ML派で、1965年に多数派が第2次共産同に合流後、非合流組が1968年に結成した「日本マルクス・レーニン主義者同盟」（ML同盟または社学同ML派、機関誌『赤光』）[2]。
3. 第2次共産同分裂後、1974年に共産同全国委が分裂して結成され、翌年8月に共産主義者同盟 (革命の旗)に合流した。「共産同全国委マルクス・レーニン主義派」（機関誌『マルクス・レーニン主義通信』）[3]。
4. 共産同赤軍派プロ革派が分裂して1975年頃に結成された「共産同赤軍派マルクス・レーニン主義派」（機関誌『マルクス・レーニン主義』『革命通信』）』）[4]。

## 社学同ML派とML同盟
第1次共産同は、60年安保闘争敗北後、総括をめぐり四分五裂した。再建の動きはいくつかのグループによってなされたが、最初は傘下の学生組織である社学同から再建が行われた。社学同の再建もマル戦派、ML派、独立派、関西派の各グループが個別に行い、1963年9月に「マルクス・レーニン主義者同盟（共産同再建大会実行委員会）」(社学同ML派)が結成された。この社学同ML派は、「非マル戦派の共産同」の意味で「共産同ML派」と呼ばれる事もあるが、この時期の共産同でML派を正式名称にしていたのは社学同ML派だけであった。
社学同ML派の多数派は1965年-1966年の共産同再統合（第2次共産同）に加わるが、社学同ML派の少数派は第2次共産同に加わらず、1968年に「日本マルクス・レーニン主義者同盟」（ML同盟）と学生解放戦線(SFL)を結成し、武装闘争路線を堅持し、毛沢東思想を日本革命の指導理念として主張した。このML同盟（ML派）は1968年-1970年ころの大学闘争・大学紛争の時期において、全共闘を構成する党派の1つとして活動、東大闘争の東大安田講堂事件では列品館での攻防で名を挙げた。安田講堂の防衛隊長の今井澄（のち参議院議員）を輩出した。1970年末に、この党派は解散し、多くは熊本県など九州の諸県に亡命し日本労働党に合流、一部はマルクス主義青年同盟（マル青同）に連なっていった。

## 所属していたことのある著名人
- 今井澄
- 保坂展人（世田谷区長）